# 長崎市立鳴見台小学校
長崎市立鳴見台小学校（ながさきしりつ なるみだいしょうがっこう、Nagasaki City Narumidai Elementary School）は、長崎県長崎市鳴見台二丁目にある公立小学校。通称｢鳴小｣（なるしょう）、略称は「鳴見台小」（なるみだいしょう）。

## 概要
歴史
鳴見台地区の開発で人口が増加したことにより、1990年（平成2年）に開校した。2010年（平成22年）に創立20周年を迎えた。
校章
円状に並べた6枚の葉を1羽の鳥の絵を組み合わせたものを背景にして、中央に「鳴見台」の文字（横書き）を置いたものとなっている。
校歌
作詞は山田喜孝による。
校区
長崎市立三重中学校校区

## 沿革
- 1990年（平成2年）
  - 4月1日 - 「長崎市立鳴見台小学校」（現校名）が開校。長崎市立畝刈小学校から一部生徒を移す。

## 著名な出身者
- 入江麻衣子 - 声優・ピアニスト・モデル

## アクセス
最寄りのバス停
- 長崎自動車（長崎バス）「鳴見台小学校前」下車後、徒歩すぐ。

## 周辺
- 光風台病院
- 鳴見ダム

## 関連事項
- 長崎県小学校一覧